# Napapijri
Napapijri («Напапи́ри») — итальянский бренд повседневной одежды премиум-класса, принадлежащий VF Corporation. Изначально Napapijri был производителем альпийских сумок для путешествий, теперь же продает одежду для мужчин, женщин и детей, а также аксессуары, обувь и сумки. Бренд Napapijri наиболее широко ассоциируется с курткой Skidoo.
Продукция компании ориентирована на покупателей, занимающих более высокий сегмент розничного рынка одежды. Компания прошла путь от одного магазина в Аостской долине до 175 фирменных магазинов и более чем 2000 розничных магазинов по всему миру.
Путешествия, приключения и экологическая сознательность являются постоянными темами в рекламе и маркетинге компании.

## История
Бренд Napapijri был основан в Каре, Италия, Джульяна Россе́ (Giuliana Rosset) в 1987 году, когда производитель дорожных сумок создал Bering Bag — сумку из вощеного канваса, предназначенную для путешественников, которая стала первым продуктом, на котором появилось название Napapijri.
Napapijri включает в свой брендинг образы путешествий и приключений. Само название является вариацией финского слова «napapiiri», что означает «полярный круг». Логотип компании представляет собой название компании, выполненное наполовину белыми, а наполовину чёрными буквами, чтобы изобразить Северный и Южный полюса (см. также: Флаг Гренландии). Флаг Норвегии также используется в брендтинге, чтобы ассоциироваться с экстремальными условиями, драматическими пейзажами и традициями знаменитых исследователей.
В 1990 году компания начала разрабатывать и производить одежду и аксессуары и представила свою фирменную куртку Skidoo, легкий, защищенный от дождя анорак, предназначенный для экстремальных температур.
В 2000-х годах компания продолжала пополнять ассортимент своей продукции. В 2002 году была представлена линия одежды Napapijri Kids, а в 2007 году — обувь. Первый магазин Napapijri открылся в Шамони, Франция, в 1997 году. С тех пор компания постоянно добавляла магазины и в 2012 году открыла свой 100-й магазин в Стокгольме. В том же году в Сеуле, Корея, открылся первый в Азии магазин Napapijri.
В 2004 году Napapijri была приобретена американским производителем одежды VF Corporation.

## Руководство
Андреа Каннеллони пришел в Napapijri в 2009 году на должность вице-президента и генерального менеджера, а сейчас является президентом бренда. Каннеллони работал дизайнером в Ermenegildo Zegna и Trussardi, а также занимал должность креативного директора Boss Orange и Boss Green в Hugo Boss.